# De cora
De cora è un singolo del rapper portoricano Rauw Alejandro e del cantante colombiano J Balvin pubblicato il 12 novembre 2020.

## Video musicale
Il video è stato reso disponibile in concomitanza del lancio del singolo sul canale YouTube di Rauw Alejandro.

## Tracce
1. De cora – 3:11

## Classifiche
| Classifica (2020) | Posizione massima |
| ----------------- | ----------------- |
| Perù              | 33                |